# Slowaaks voetbalelftal in 1997
Het Slowaaks voetbalelftal speelde twaalf interlands in het jaar 1997, waaronder zes duels in de kwalificatiereeks voor het WK voetbal 1998 in Frankrijk. De selectie stond onder leiding van bondscoach Jozef Jankech, die Jozef Vengloš in 1995 was opgevolgd. Op de in 1993 geïntroduceerde FIFA-wereldranglijst zakte Slowakije in 1997 van de 30ste (januari 1997) naar de 34ste plaats (december 1997).

## Balans
| Wedstrijden | Wedstrijden | Wedstrijden | Wedstrijden | Doelpunten | Doelpunten | Doelpunten | Punten |
| Gespeeld    | Winst       | Gelijk      | Verlies     | Voor       | Tegen      | Saldo      | Punten |
| ----------- | ----------- | ----------- | ----------- | ---------- | ---------- | ---------- | ------ |
| 12          | 6           | 2           | 4           | 14         | 13         | +1         | 1.167  |

## Interlands
|                                                      |         |                  |           |                                                                                                   |
| 2 februari Vriendschappelijk № 44 «onderlinge duels» | Bolivia | 0 – 1            | Slowakije | Estadio Félix Capriles, Cochabamba Toeschouwers: 30.000 Scheidsrechter: Juan Carlos Lugones (BOL) |
| 2 februari Vriendschappelijk № 44 «onderlinge duels» |         | 83' Jozef Kožlej |           | Estadio Félix Capriles, Cochabamba Toeschouwers: 30.000 Scheidsrechter: Juan Carlos Lugones (BOL) |

|                                                      |                                       |       |                                       |                                                                                                   |
| 5 februari Vriendschappelijk № 45 «onderlinge duels» | Costa Rica                            | 2 – 2 | Slowakije                             | Estadio Alejandro Morera Soto, Alajuela Toeschouwers: 12.000 Scheidsrechter: William Mattus (CRC) |
| 5 februari Vriendschappelijk № 45 «onderlinge duels» | Rónald Gómez 1' Rónald González 90+1' |       | 71' Szilárd Németh 78' Róbert Semeník | Estadio Alejandro Morera Soto, Alajuela Toeschouwers: 12.000 Scheidsrechter: William Mattus (CRC) |

|                                                      |                       |       |           | |
| 8 februari Vriendschappelijk № 46 «onderlinge duels» | Colombia              | 1 – 0 | Slowakije | Estadio Hernán Ramírez Villegas, Pereira Toeschouwers: 18.000 Scheidsrechter: Julio Idarraga (COL) |
| 8 februari Vriendschappelijk № 46 «onderlinge duels» | Faustino Asprilla 52' |       |           | Estadio Hernán Ramírez Villegas, Pereira Toeschouwers: 18.000 Scheidsrechter: Julio Idarraga (COL) |

|                                                    |           |                   |           |                                                                                   |
| 11 maart Vriendschappelijk № 47 «onderlinge duels» | Bulgarije | 0 – 1             | Slowakije | Vasil Levski Stadion, Sofia Toeschouwers: 7.000 Scheidsrechter: Metin Tokat (TUR) |
| 11 maart Vriendschappelijk № 47 «onderlinge duels» |           | 81' Jozef Majoroš |           | Vasil Levski Stadion, Sofia Toeschouwers: 7.000 Scheidsrechter: Metin Tokat (TUR) |

|                                                  |       |                                    |           |                                                                                      |
| 31 maart WK-kwalificatie № 48 «onderlinge duels» | Malta | 0 – 2                              | Slowakije | Ta' Qali Stadium, Ta' Qali Toeschouwers: 4.202 Scheidsrechter: Marek Kowalczyk (POL) |
| 31 maart WK-kwalificatie № 48 «onderlinge duels» |       | 38' Tibor Jančula 90' Dušan Tittel |           | Ta' Qali Stadium, Ta' Qali Toeschouwers: 4.202 Scheidsrechter: Marek Kowalczyk (POL) |

|                                                    |                                                             |       |                      |                                                                                    |
| 29 april Vriendschappelijk № 49 «onderlinge duels» | Slowakije                                                   | 3 – 1 | IJsland              | Štadión Spartaka, Trnava Toeschouwers: 3.403 Scheidsrechter: Ihor Yarmenchuk (UKR) |
| 29 april Vriendschappelijk № 49 «onderlinge duels» | Július Šimon 36' (pen.) Jaroslav Timko 54' Július Šimon 90' |       | 25' Helgi Sigurðsson | Štadión Spartaka, Trnava Toeschouwers: 3.403 Scheidsrechter: Ihor Yarmenchuk (UKR) |

|                                                |                                           |       |           |                                                                                            |
| 8 juni WK-kwalificatie № 50 «onderlinge duels» | Joegoslavië                               | 2 – 0 | Slowakije | Stadion Crvene Zvezde, Belgrado Toeschouwers: 22.044 Scheidsrechter: Peter Mikkelsen (UKR) |
| 8 juni WK-kwalificatie № 50 «onderlinge duels» | Dejan Savićević 17' Predrag Mijatović 75' |       |           | Stadion Crvene Zvezde, Belgrado Toeschouwers: 22.044 Scheidsrechter: Peter Mikkelsen (UKR) |

|                                                      |                   |       |             |                                                                                 |
| 6 augustus Vriendschappelijk № 51 «onderlinge duels» | Slowakije         | 1 – 0 | Zwitserland | Tehelné pole, Bratislava Toeschouwers: 3.470 Scheidsrechter: Željko Širić (CRO) |
| 6 augustus Vriendschappelijk № 51 «onderlinge duels» | Tibor Jančula 28' |       |             | Tehelné pole, Bratislava Toeschouwers: 3.470 Scheidsrechter: Željko Širić (CRO) |

|                                                     |                                     |       |                     |                                                                                      |
| 24 augustus WK-kwalificatie № 52 «onderlinge duels» | Slowakije                           | 2 – 1 | Tsjechië            | Tehelné pole, Bratislava Toeschouwers: 26.000 Scheidsrechter: Pietro Ceccarini (ITA) |
| 24 augustus WK-kwalificatie № 52 «onderlinge duels» | Tibor Jančula 45' Jozef Majoroš 55' |       | 15' Vladimír Šmicer | Tehelné pole, Bratislava Toeschouwers: 26.000 Scheidsrechter: Pietro Ceccarini (ITA) |

|                                                      |                   |       |                       |                                                                                  |
| 10 september WK-kwalificatie № 53 «onderlinge duels» | Slowakije         | 1 – 1 | Joegoslavië           | Tehelné pole, Bratislava Toeschouwers: 22.500 Scheidsrechter: Anders Frisk (SWE) |
| 10 september WK-kwalificatie № 53 «onderlinge duels» | Jozef Majoroš 65' |       | 80' Siniša Mihajlović | Tehelné pole, Bratislava Toeschouwers: 22.500 Scheidsrechter: Anders Frisk (SWE) |

|                                                      |                   |       |                             |                                                                                   |
| 24 september WK-kwalificatie № 54 «onderlinge duels» | Slowakije         | 1 – 2 | Spanje                      | Tehelné pole, Bratislava Toeschouwers: 13.667 Scheidsrechter: László Vágner (HUN) |
| 24 september WK-kwalificatie № 54 «onderlinge duels» | Jozef Majoroš 75' |       | 47' Kiko 76' Guillermo Amor | Tehelné pole, Bratislava Toeschouwers: 13.667 Scheidsrechter: László Vágner (HUN) |

|                                                    |                                                      |       |           |                                                                             |
| 11 oktober WK-kwalificatie № 55 «onderlinge duels» | Tsjechië                                             | 3 – 0 | Slowakije | Letenský stadion, Praag Toeschouwers: 5.428 Scheidsrechter: Urs Meier (SUI) |
| 11 oktober WK-kwalificatie № 55 «onderlinge duels» | Vladimír Šmicer 54' Horst Siegl 70' Jiří Novotný 73' |       |           | Letenský stadion, Praag Toeschouwers: 5.428 Scheidsrechter: Urs Meier (SUI) |

## FIFA-wereldranglijst
| JAN | FEB | MAR | APR | MEI | JUN | JUL | AUG | SEP | OKT | NOV | DEC |
| --- | --- | --- | --- | --- | --- | --- | --- | --- | --- | --- | --- |
| 30  | 24  | 24  | 20  | 17  | 20  | 21  | 20  | 21  | 30  | 33  | 34  |

## Statistieken
| Ladislav Molnár  | 1960-09-12 | 1. FC Košice          | 6  | 0 | 0 | 24 | 0 |
| Alexander Vencel | 1967-03-02 | RC Strasbourg         | 3  | 1 | 0 | 13 | 0 |
| Miroslav König   | 1972-06-01 | Slovan Bratislava     | 2  | 0 | 0 | 2  | 0 |
| Miroslav Hýll    | 1973-09-20 | Inter Bratislava      | 1  | 0 | 0 | 1  | 0 |
| Verdediging      |            |                       |    |   |   |    |   |
| Ivan Kozák       | 1970-06-18 | 1. FC Košice          | 11 | 0 | 0 | 24 | 0 |
| Marek Spilar     | 1975-02-11 | 1. FC Košice          | 11 | 0 | 0 | 11 | 0 |
| Igor Bališ       | 1970-01-05 | Spartak Trnava        | 8  | 0 | 0 | 18 | 0 |
| Vladimír Kinder  | 1969-03-14 | Middlesbrough FC      | 6  | 0 | 0 | 30 | 1 |
| Dušan Tóth       | 1971-02-08 | 1. FC Košice          | 3  | 1 | 0 | 5  | 0 |
| Marián Zeman     | 1974-07-07 | Vitesse Arnhem        | 3  | 0 | 0 | 17 | 2 |
| Stanislav Varga  | 1972-10-08 | Tatran Prešov         | 1  | 1 | 0 | 2  | 0 |
| Rastislav Kostka | 1972-09-11 | Spartak Trnava        | 1  | 0 | 0 | 3  | 0 |
| Tibor Zátek      | 1971-06-14 | FC Baník Ostrava      | 0  | 3 | 0 | 3  | 0 |
| Milan Timko      | 1972-11-28 | FC Baník Ostrava      | 0  | 1 | 0 | 1  | 0 |
| Middenveld       |            |                       |    |   |   |    |   |
| Dušan Tittel     | 1966-12-17 | Slovan Bratislava     | 12 | 0 | 1 | 33 | 6 |
| Július Šimon     | 1965-07-19 | Austria Wien          | 7  | 3 | 2 | 23 | 6 |
| Miroslav Karhan  | 1976-06-21 | Spartak Trnava        | 7  | 2 | 0 | 16 | 0 |
| Róbert Tomaschek | 1972-08-25 | Slovan Bratislava     | 7  | 1 | 0 | 29 | 0 |
| Vladislav Zvara  | 1971-12-11 | 1. FC Košice          | 6  | 3 | 0 | 18 | 0 |
| Samuel Slovák    | 1975-10-17 | CD Tenerife           | 4  | 1 | 0 | 7  | 0 |
| Ľubomír Moravčík | 1965-06-22 | SC Bastia             | 3  | 0 | 0 | 22 | 4 |
| Marek Ujlaky     | 1974-03-26 | Spartak Trnava        | 1  | 4 | 0 | 15 | 2 |
| Marián Bochnovic | 1970-03-03 | 1. FC Košice          | 1  | 2 | 0 | 4  | 0 |
| Peter Dzúrik     | 1968-12-29 | 1. FC Košice          | 1  | 2 | 0 | 3  | 0 |
| Miroslav Sovic   | 1970-03-09 | 1. FC Košice          | 1  | 1 | 0 | 2  | 0 |
| Igor Demo        | 1975-09-18 | PSV Eindhoven         | 0  | 2 | 0 | 2  | 0 |
| Karol Praženica  | 1970-11-15 | Dukla Banská Bystrica | 0  | 1 | 0 | 6  | 0 |
| Aanval           |            |                       |    |   |   |    |   |
| Tibor Jančula    | 1969-06-16 | KSK Beveren           | 8  | 0 | 3 | 16 | 7 |
| Jozef Majoroš    | 1970-03-19 | Petra Drnovice        | 6  | 3 | 4 | 9  | 4 |
| Jozef Kožlej     | 1973-07-08 | 1. FC Košice          | 5  | 4 | 1 | 10 | 1 |
| Róbert Semeník   | 1973-01-13 | 1. FC Košice          | 4  | 1 | 1 | 8  | 1 |
| Szilárd Németh   | 1977-08-08 | 1. FC Košice          | 3  | 2 | 1 | 5  | 1 |
| Jaroslav Timko   | 1965-09-28 | Spartak Trnava        | 1  | 0 | 1 | 18 | 7 |
| Ľubomír Luhový   | 1967-03-31 | Spartak Trnava        | 0  | 2 | 0 | 5  | 0 |
| Jozef Pisár      | 1971-07-20 | BSC JAS Bardejov      | 0  | 1 | 0 | 1  | 0 |